# 向かいのアイツ
『向かいのアイツ〜メトロンズ初主演 連続ドラマ〜』（むかいのアイツ メトロンズはつしゅえん れんぞくドラマ）は、BS松竹東急の「水曜ドラマ23」枠で2024年4月3日から6月19日まで放送されたテレビドラマ。主演は日本の演劇ユニット・メトロンズの演者6名（赤羽健壱、KAƵMA、児玉智洋、関町知弘、田所仁、村上純）、脚本を中村元樹（メトロンズ）が担当する。
とある商店街で向かい合わせに建つライバル店の洋服屋と雑貨カフェを舞台に、両店を訪れる個性的な客や商店街の人たちが繰り広げる人間模様を描くコメディードラマ。
村上、田所、関町の3名は、毎回異なる個性的な客を演じ分ける。
同じ日の出来事をコシカワ側から描く奇数回、コケットリー側から描く偶数回で構成されている。

## キャスト

### コシカワ
ずっと閉店セールをやっている洋服屋。
越川透馬（こしかわ とうま）〈33〉
演 - KAƵMA（しずる/メトロンズ）
店長。舞台役者志望であるが3週間前に父・夏生が病気で倒れ、渋々店を任されている。

### レ・コケットリー
品揃えのおかしい雑貨カフェ。フランス語で「粋でおしゃれ」の意。
山本貴志（やまもと たかし）〈36〉
演 - 児玉智洋（サルゴリラ/メトロンズ）
店主。大卒から13年間フリーター。個性がないことに昔からコンプレックスを抱える。
商店街統一の一環で向かいのコシカワを乗っ取るため、依子をスパイとして送り込む。

### 向島キラキラ橘商店街
瀬古依子（せこ よりこ）〈25〉
演 - 倉島颯良
貴志の従妹。コシカワとコケットリーを掛け持ちでアルバイトする。天然でおっちょこちょい。
成田信春（なりた のぶはる）〈33〉
演 - 赤羽健壱（サルゴリラ/メトロンズ）
商店街理事長。コシカワによく顔を出すが、店員に間違われる。
DJ NARIとして商店街に流すラジオ番組「キラキラ商店街ラジオ」を放送する。
正木雪也 / 越川夏生〈67〉
演 - 渡辺哲
雑貨の卸業者。コケットリーに雑貨を卸している。
11話で実は透馬の父・夏生で、病気は完治し偽名を使い隠れて副業で卸しをしていたと判明する。

### ゲスト

#### 第1話
星フミ子
演 - 関町知弘（ライス/メトロンズ）（第2話）
中年女性。コシカワで洋服を物色中、成田を店員と間違い話しかけてくる。
筒井聖司
演 - 田所仁（ライス/メトロンズ）（第2話）
看板を見る男性。山本の強引な客引きでコケットリーに入店させられるが、コーヒーが苦いと文句を言い砂糖を入れた挙句店を出ていく。
溝口冬弥
演 - 村上純（しずる/メトロンズ）（第2話・最終話）
大学生。コシカワでトイレを借り、ヘアピンを購入して帰る男性。
コケットリーでは品揃えが変だと山本に告げて店を出ていく。
宇宙輝夫
演 - 田所仁（ライス/メトロンズ）（第2話・第9話・第11話・最終話）
お爺さん。コシカワを訪れ透馬の父の体調を確認し、木の実の詰め合わせの入ったレジ袋を渡す。
依子にコーディネートしてもらった服を見た孫からエヴァンゲリオン初号機と言われる。

#### 第3話
梅本晶〈51〉
演 - 田所仁（ライス/メトロンズ）（第4話・最終話）
街ブラロケ番組「梅あるき」のメインタレント。コケットリーを訪れる。
撮影中はハイテンションで大声だが、カメラが止まるとテンションが低くなり聞き取れないほど小声になる。
最終話で透馬と貴志が企画した商店街のイベントで演じるお芝居に参加してくれる。
千徳典保
演 - 村上純（しずる/メトロンズ）（第4話）
「梅あるき」のカメラマン。
橋元洸〈40〉
演 - 関町知弘（ライス/メトロンズ）（第4話・第11話・最終話）
お洒落になりたい男性。マッチングアプリで出会った女性との初デートに着ていく服を買うため、コシカワに来店する。
これまで母親が買った服しか着たことがなく、早口で「僕をおしゃれにしてください」と注文する。
最終話で透馬と貴志が企画した商店街のイベントで演じるお芝居に参加してくれる。

#### 第5話
小野塚琥太郎
演 - 田所仁（ライス/メトロンズ）（第6話）
コシカワで洋服を物色中、貴志の指示で態度の悪い接客をする依子に気分を害し、店を出ていく。
蘭城宗一郎〈35〉
演 - 村上純（しずる/メトロンズ）（第6話・第11話・最終話）
SNSでバズっているスタンプララー（スタンプラリーマニア）。スタンプラリーはお遍路参りが起源とうんちくを語る。
来店して「店のイチオシ」を確認するが「推してる商品」と「スタンプを押すこと」のダブル・ミーニングであった。
スタンプを押されそうになると、興奮して叫び声を上げる。
最終話で透馬と貴志が企画した商店街のイベントで演じるお芝居に参加してくれる。

#### 第6話
神野翔太〈36〉、安部隆輝〈36〉
演 - 田所仁（ライス/メトロンズ）、関町知弘（ライス/メトロンズ）
貴志の高校野球部時代のチームメイト。偶然コケットリーに来店する。
普通のキャラだった貴志が無理をしてキザなキャラで接客していると面白がる。

#### 第7話
犬塚武久〈44〉
演 - 田所仁（ライス/メトロンズ）
商店街をこよなく愛する商店街俳優。商店街ラジオのスペシャルゲストに呼ばれる。
透馬に舞台オーディションの話を紹介していたが、コシカワの仕事を理由に断りを入れられる。
鬼頭雅美〈56〉
演 - 関町知弘（ライス/メトロンズ）（第9話）
透馬の父・夏生の35年前の恋人。コシカワで帯封された100万円の札束を取り出し、100万円分の服を購入しようとする。
自分はかつて愛した夏生に幸せになってほしいだけの清純なストーカーと言い出す。

#### 第8話
保科悟〈24〉
演 - 田所仁（ライス/メトロンズ）
コケットリーのSNSを見てファンになった男性。来店し、実物のコケットリーや貴志を見て興奮する。
コケットリーで食い逃げするが捕まり、滋賀県からやって来て金がないと言い出す。

#### 第9話
熊谷良平〈41〉
演 - 村上純（しずる/メトロンズ）（第10話）
地域情報誌の記者。コシカワを取材するが、商店街を盛り上げようと話を盛ったヤラセ演出記事を書こうとする。

#### 第10話
柏田貴文〈48〉
演 - 田所仁（ライス/メトロンズ）
工事現場作業員。5歳の娘・美咲への誕生日プレゼントを探しにコケットリーに来店し、貴志にプレゼント選びを依頼する。

#### 最終話
豊川増次
演 - 村上純（しずる/メトロンズ）
商店街の理髪店店主。昔、店内でラジオの競馬中継をかけ興奮してハサミを振り上げため、それ以来放送しないようにしている。
揚げ物屋店員
演 - ヒラノジョウダイ

## スタッフ
- 作・脚本 - 中村元樹（メトロンズ）[1]
- オープニングテーマ - NIKO NIKO TAN TAN「IAI」（ NIKO NIKO TAN TAN RECORDS）[1]
- エンディングテーマ - 	松田今宵「バースデー前夜」（SDR Inc.）[1]
- イラスト - 海老原優
- 監督 - 井口昇[1]
- プロデューサー - 	重富浩二（BS松竹東急）、篠原任成（BS松竹東急）、船田晃、藤代賢二
- 製作 - BS松竹東急

## 放送日程
| 各話   | 放送日  |
| ------ | ------- |
| 第1話  | 4月03日 |
| 第2話  | 4月10日 |
| 第3話  | 4月17日 |
| 第4話  | 4月24日 |
| 第5話  | 5月01日 |
| 第6話  | 5月08日 |
| 第7話  | 5月15日 |
| 第8話  | 5月22日 |
| 第9話  | 5月29日 |
| 第10話 | 6月05日 |
| 第11話 | 6月12日 |
| 最終話 | 6月19日 |

## ネット配信
| 配信開始月 | 配信サイト             | 配信料金     | 備考       |
| ---------- | ---------------------- | ------------ | ---------- |
| 2024年4月  | BS松竹東急オンデマンド | 広告なし無料 | 見逃し配信 |
| 2024年4月  | TVer                   | 広告付き無料 | 見逃し配信 |